# Forêts sèches atlantiques
Localisation
Les forêts sèches atlantiques forment une écorégion terrestre définie par le Fonds mondial pour la nature (WWF), qui appartient au biome des forêts de feuillus sèches tropicales et subtropicales de l'écozone néotropicale. Elle se situe à la limite entre la caatinga et le cerrado, dans l'Est du Brésil.
Le climat est tropical, avec cinq mois de saison sèche, et le relief est plat malgré quelques collines dispersées dans le paysage. Les forêts sèches sont assez denses, atteignent 25 à 30 mètres de haut et se caractérisent par des essences comme Cavanillesia arborea - dont le tronc en forme de bouteille peut mesurer jusqu'à trois mètres de diamètre - , Schinopsis brasiliensis (en), Myracrodruon urundeuva (en), Aspidosperma macrocarpon (en) et Tabebuia sp.
Les forêts sèches atlantiques font partie de la liste « Global 200 » du WWF qui recense les écorégions les plus représentatives de la biodiversité planétaire.